# 三井富美子
三井 富美子（みつい ふみこ、1940年3月28日 - ）は、幼児教育家。
1986年より若葉会幼稚園の園長を務め、2009年からは理事長に就任。
夫三井之乗と共に若葉会幼稚園の門戸を広く開放すると共に、同園の発展に努めた。

## 略歴
1940年、旧伯爵林友春（学習院名誉教授）、貞子（松濤幼稚園創設者）夫妻の元に東京で生まれる。学習院女子高等科を卒業。東京教育専門学校及び玉川大学通信教育部にて幼稚園教諭二種、一種を取得。三井財閥創業家の本家出身の三井之乗（三井物産勤務）に嫁ぎ、ロンドン、メルボルン、ノースカロライナに滞在し、1980年より若葉会幼稚園の運営に携わる。
2023年現在、同園の園長は長女の大林和子（大林組創業家の大林剛郎の妻）が務めている。

## その他
子の三井永乗（1972年 - 、建築家）は、三井高公の養子に入り、今は三井本家の当主を務める。
1955年以降から活発になった皇太子明仁の皇太子妃候補選びのうち、絞られた4人のうちの1人であった（他3人は田安徳川家女、大久保一翁曾孫大久保忠恒妹、北白川肇子）。4候補との話が無くなったあと、正田美智子が妃候補に挙がった。